# 峨洋堂
峨洋堂（がようどう、生没年不詳）とは、江戸時代の大坂の読本の作者。

## 来歴
通称は宮本屋俊蔵、大坂の人で津村中之丁に住む。文化5年に読本『会稽松の雪』を刊行し、その挿絵も描いているが画系については不明。